# Shogo Matsuo
Shogo Matsuo (松尾 昇悟 Matsuo Shogo?), född 28 juli 1987 i Kumamoto prefektur, är en japansk fotbollsspelare.
Matsuo började sin karriär 2010 i Arte Takasaki. Efter Arte Takasaki spelade han för AC Nagano Parceiro och FC Ryukyu. Han avslutade karriären 2015.